# Närdingen
Närdingen är en sjö i Norrtälje kommun i Uppland och ingår i Skeboåns huvudavrinningsområde. Under tidigare århundraden har sjön kallats Nälingen. Den var ända sedan medeltiden en viktig transportled såväl vinter som sommar för råämnen från masugnen i Edsbro till Skebo bruk i nordänden av sjön. År 1913 brast en dammlucka och sjön sjönk cirka 2 meter. Det är inte känt varför man inte återställde sjöns vattennivå.
Sjön har en area på 4,02 kvadratkilometer och ligger 8,1 meter över havet. Sjön avvattnas av vattendraget Skeboån (Framån). Vid provfiske har en stor mängd fiskarter fångats, bland annat abborre, björkna, braxen och gers. Namnet är bildat till det fornsvenska niærdh(er), med betydelsen "förträngning" och det urnordiska -inge.

## Delavrinningsområde
Närdingen ingår i det delavrinningsområde (665523-166210) som SMHI kallar för Utloppet av Närdingen. Medelhöjden är 20 meter över havet och ytan är 46,07 kvadratkilometer. Räknas de 28 avrinningsområdena uppströms in blir den ackumulerade arean 433,36 kvadratkilometer. Avrinningsområdets utflöde Skeboån (Framån) mynnar i havet. Avrinningsområdet består mestadels av skog (71 procent) och jordbruk (11 procent). Avrinningsområdet har 4,02 kvadratkilometer vattenytor vilket ger det en sjöprocent på 8,7 procent. Bebyggelsen i området täcker en yta av 0,3 kvadratkilometer eller 1 procent av avrinningsområdet.

## Fisk
Vid provfiske har följande fisk fångats i sjön:
- Abborre
- Björkna
- Braxen
- Gärs
- Gädda
- Gös
- Löja
- Mört
- Ruda
- Sarv
- Sutare